# Adolf Knoll
Adolf Knoll (1938. március 17. – Feldkirch, 2018. szeptember 21.) válogatott osztrák labdarúgó, középpályás.

## Pályafutása

### Klubcsapatban
1956 és 1967 között a Wiener SC, 1967 és 1969 között az Austria Wien labdarúgója volt. A két csapattal három bajnoki címet nyert. 1969 és 1978 között az Alpine Donawitz csapatában szerepelt és itt vonult vissza az aktív labdarúgástól.

### A válogatottban
1957 és 1966 között 21 alkalommal szerepelt az osztrák válogatottban és két gólt szerzett.

## Sikerei, díjai
Wiener SC
- Osztrák bajnokság
  - bajnok (2): 1957–58, 1958–59

 Austria Wien
- Osztrák bajnokság
  - bajnok: 1968–69